# Bagband
Bagband is een plaats in de Duitse deelstaat Nedersaksen. Bestuurlijk maakt de plaats deel uit van de gemeente Großefehn, gelegen in de Landkreis Aurich in Oost-Friesland. Het dorp ligt aan de splitsing van twee belangrijke hoofdwegen: de Bundesstraße 72 6 km noordwaarts naar hoofdplaats Ostgroßefehn en vandaar 10 km verder naar Aurich, en de Bundesstraße 436 noordoostwaarts  langs Strackholt (3 km) en verder naar Wiesmoor en Sande (Friesland). De B 72 leidt zuidwaarts o.a. naar Hesel en Leer.
Bagband telt ongeveer 360 inwoners. Het is een van de oude, op geestgrond ontstane dorpen van de Hooge Loogen (hoog gelegen dorpen). Mogelijk was de plek, waar het dorp ligt, reeds in de Jonge Steentijd (3000-2500 v.C.) bewoond. In het dorp staat de kerk van Bagband. Reeds in 1812 werd de molen van het dorp, een achtkante bovenkruier, gebouwd. Deze is nog steeds als graanmolen maalvaardig.
In  Bagband stond van 1910 tot 1992 een van de grootste coöperatieve melkfabrieken in de verre omtrek. In het leegstaande gebouw werd daarna een ambachtelijke  bierbrouwerij gevestigd.
Van 1864 tot na 1950 had het dorp een jaarlijkse,  regionaal belangrijke veemarkt. Deze is intussen beperkt tot een bescheiden evenement met dorpsfeest van regionaal belang.

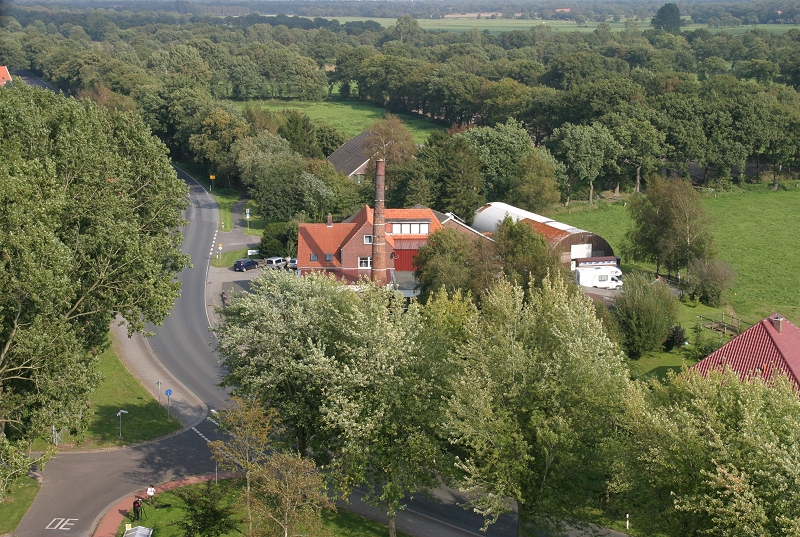
De bierbrouwerij
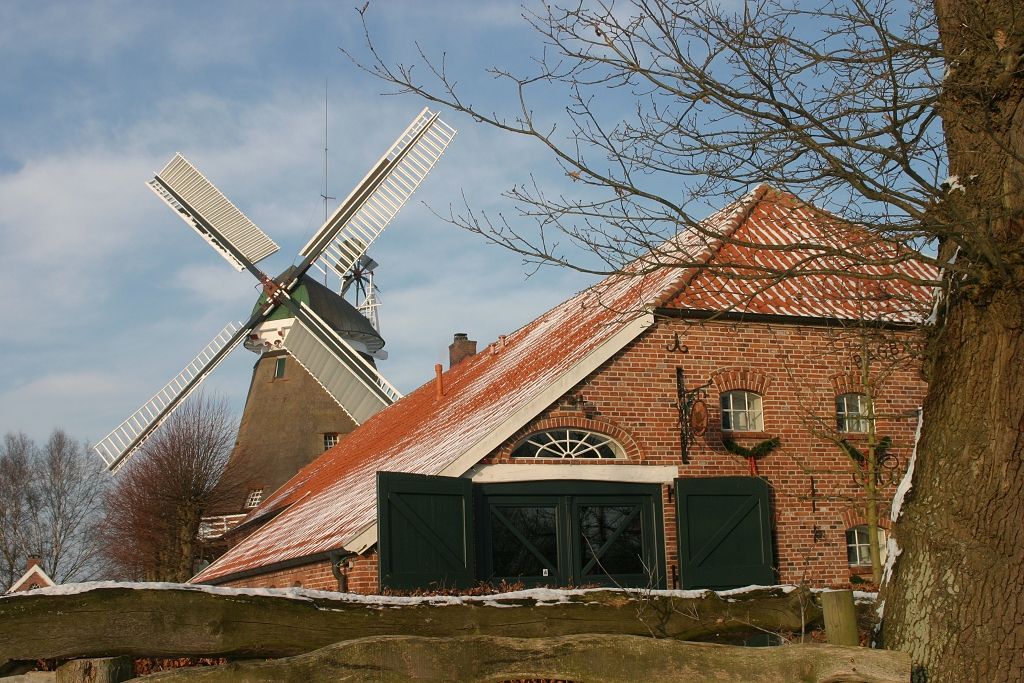
Bagbander Molen (1812)

- Nationale Bibliotheek van Israël: 987007533142805171
- Virtual International Authority File: 246647489